# Lelle
Lelle är ett förnamn som både kan innehas av män och kvinnor. Enligt Statistiska centralbyrån är det i dagsläget (31 dec 2007) totalt 21 personer i Sverige som har Lelle som förnamn. 18 av dem är män och 3 är kvinnor. 10 av männen respektive 2 av kvinnorna har det som tilltalsnamn. Lelle kan även användas som smeknamn med avseende på till exempel Lennart, Elias eller Linnéa. Namnets ursprung är dock svårare att veta men det är möjligt att det just är ett smeknamn som med tiden blivit tilltalsnamn. 
Namnsdag: Lelle har i dagsläget ingen namnsdag.